# Otinoves
Obec Otinoves (niem. Ottenschlag) se nachází v okrese Prostějov v Olomouckém kraji. Žije zde 282 obyvatel.

## Název
Nejstarší doložené jméno vesnice je Ottenschlag ("Otova paseka"). Vedle toho je doloženo i "Otova ves" (1384 v latinském znění Ottonis villa), z něhož (s vlivem německého jména) vychází české Otínoves.

## Historie
První písemná zmínka o obci pochází z roku 1347, kdy zemřel držitel plumlovského panství Petr I. z Rožmberka a ves, která se psala jako Ottenschlag, získal Beneš z Kravař a Strážnice. V roce 1384 se uvádí jako držitel Otinovse se dvěma mlýny jeho syn Petr z Kravař a Plumlova. Ves byla součástí plumlovského panství až do roku 1592, kdy byla pány z Pernštejna nejprve zastavena a poté i prodána Bernardu Drnovskému z Drnovic a stala se součástí rájeckého panství. V roce 1618 koupil Otinoves majitel plumlovského panství Maxmilián z Lichtenštejna a připojil ji tak zpět k této državě. V tomto roce měla ves 38 usedlých s kovářem, 9 láníků, 6 pololáníků a 23 podsedků.
V roce 1940 se stala obec součástí tzv. „vyškovské střelnice.“ Obec byla násilně vystěhována, mnohé domy byly poničeny nebo úplně zbořeny. Po ukončení německé okupace v roce 1945 se mohli občané vrátit zpět do svých domovů.

## Obyvatelstvo

### Struktura
Vývoj počtu obyvatel za celou obec i za jeho jednotlivé části uvádí tabulka níže, ve které se zobrazuje i příslušnost jednotlivých částí k obci či následné odtržení.
| Místní části   | Místní části  | 1869 | 1880 | 1890 | 1900 | 1910 | 1921 | 1930 | 1950 | 1961 | 1970 | 1980 | 1991 | 2001 | 2011 |
| -------------- | ------------- | ---- | ---- | ---- | ---- | ---- | ---- | ---- | ---- | ---- | ---- | ---- | ---- | ---- | ---- |
| Počet obyvatel | část Otinoves | 1225 | 1252 | 1235 | 1312 | 1347 | 1226 | 1138 | 517  | 504  | 442  | 390  | 323  | 296  | 292  |
| Počet domů     | část Otinoves | 162  | 178  | 180  | 185  | 194  | 194  | 205  | 135  | 131  | 120  | 113  | 132  | 134  | 146  |

## Firmy v obci
V obci se nachází firma Mlékárna Otinoves s.r.o., která je jedním z výrobců sýru značky Niva.